# Вера Анисимова
Вера Васиљевна Анисимова (рус. Вера Васильевна Анисимова; Москва, 25. мај 1952) је бивша совјетска атлетска, репрезентативка и двострука освајачица медаља на олимпијским играма и европском првенству. Такмичила се у спринтерским дисциплинама, а у репрезентацији је поред појединачног такмичења била и члан штафете 4 х 100 м. Била је члан Атлетског клуба ЦСКА из Москве.
Прво велико такмичење на којем је учествовала је било Европско јуниорско првенство 1970. у Паризу, где је са штафетом 4 х 100 м освојила четврто место.
Од 1976. учествује на Европском првенству у дворани 1976. у Минхену где је у трци на 60 метара заузела је 8 место. Исте године одлази на Олимпијске игре у Монтреал. Такмичла се појединачно на 100 м и испала у полуфиналу, али је са штафетом 4 х 100 метара освојила бронзану медаљу. Штафета се такмичила у саставу:Татјана Пророченко, Људмила Жаркова-Маслакова, Надежда Бесфамилна и Вера Анисимова.
Четири године касније на Олимпијским играма 1980. у Москви штафета у измењеном саставу:Вера Комисова, Људмила Жаркова-Маслакова, Вера Анисимова и Наталија Бочина била је друга. Постигнути резултат од 42,10 био је нови рекорд СССР. У појединачној конкуренцији поново је испала у полуфиналу. 
На Европским првенствима у дворани 1977. у Сан Себастијану на 60 м испала је у квалификацијама, у Милану 1978. у истој дисциплини заузела је четврто место, у Бечу 1979. је испала у полуфиналу, док је 1980. у Штутгарту била пета.
Највећи успех на Европским првенствима на отвореном постигла је поново са штафетом 4 х 100 м. у саставу Вера Анисимова, Људмила Жаркова-Маслакова, Људмила Кондратјева и Људмила Сторожкова када су постале првакиње Европе.

## Лични рекорди
60 м у дворани — 7,25 — Вилњус, 3. фебруар 1979.
100 м на отвореном — 11,33 — ЛОИ 1980 Москва, 25. јул 1980.
200 м на отвореном —	23,03 — Тбилиси, 17. септембар 1978.